# جان سیول (ورزشکار دو و میدانی)
جان سیول (انگلیسی: John Sewell; ۲۳ آوریل ۱۸۸۲ – ۱۸ ژوئیهٔ ۱۹۴۷) ورزشکار طناب‌کشی اهل بریتانیا بود.